# Hubert Lampo

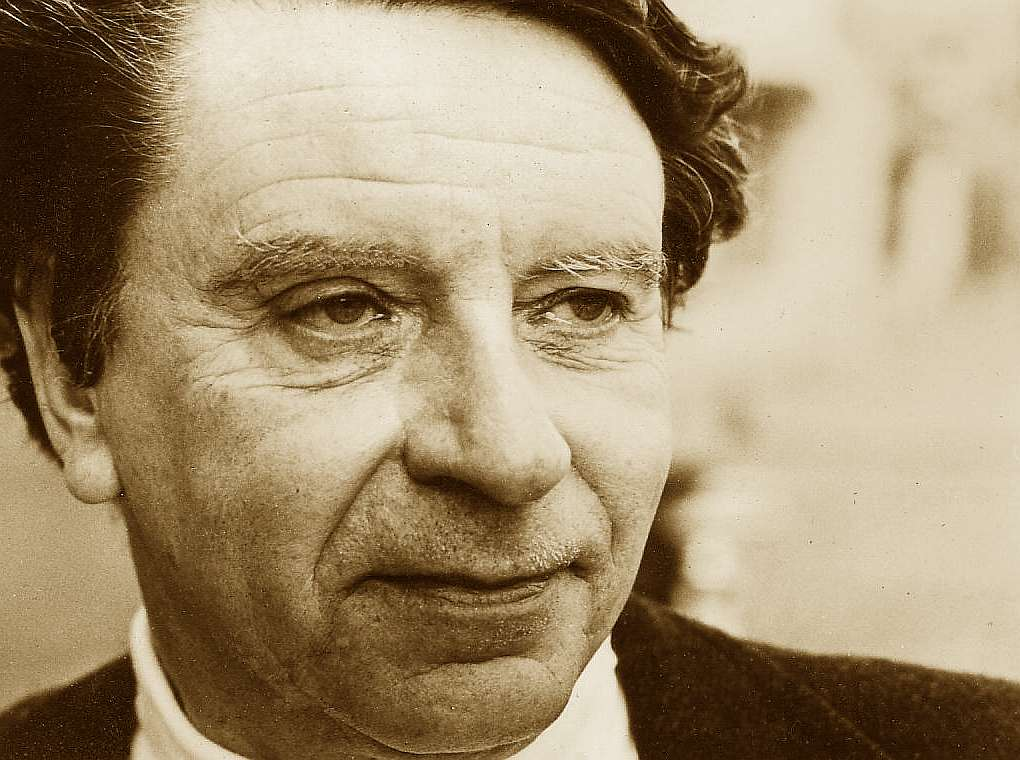
Hubert Lampo

Hubert Lampo (Anversa, 1º settembre 1920 – Essen, 12 luglio 2006) è stato uno scrittore belga in lingua olandese, fra i più riconosciuti rappresentanti del realismo magico.

## Biografia
Massone, fu membro della loggia "De Waag" di Turnhout, del Grande Oriente del Belgio.

## Principali opere
- L'avvento di Joachim Stiller, Mursia, 1990 (De komst van Joachim Stiller, 1976)